# Bosch-Reaktion

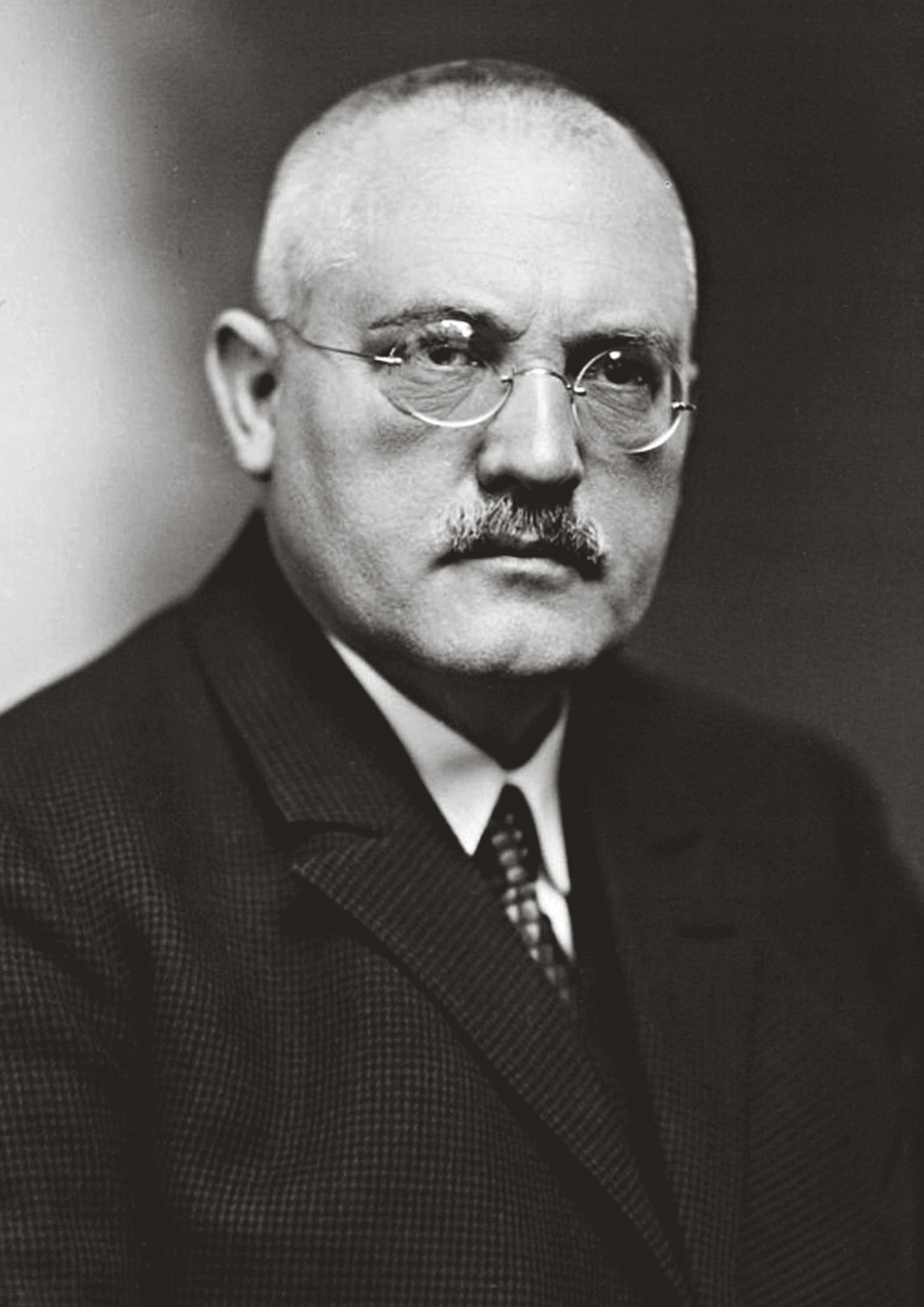
Carl Bosch (1874–1940)

Die Bosch-Reaktion ist eine chemische Reaktion zwischen Kohlenstoffdioxid und Wasserstoff, welche elementaren Kohlenstoff (Graphit), Wasser und Energie in Form von Wärme produziert. Sie ist benannt nach dem deutschen Chemiker Carl Bosch (1874–1940).

## Reaktionsmechanismus
Die Reaktion verläuft nach folgendem Prinzip:
{\displaystyle \mathrm {CO_{2}+2\,H_{2}\longrightarrow C+2\,H_{2}O} ,\qquad \Delta H^{0}=-90{,}1\ \mathrm {kJ/mol} }
Kohlenstoffdioxid reagiert mit Wasserstoff zu Kohlenstoff und Wasser, wobei Energie frei wird
Die obige Reaktion ist das Resultat einer Redoxreaktion, welche eigentlich aus zwei einzelnen Reaktionsschritten besteht.
Die erste Reaktion, die Wassergas-Shift-Reaktion, verläuft schnell
{\displaystyle \mathrm {CO_{2}+H_{2}\longrightarrow CO+H_{2}O} ,\qquad \Delta H^{0}=41{,}2\ \mathrm {kJ/mol} }
Kohlenstoffdioxid reagiert mit Wasserstoff zu Kohlenstoffmonoxid und Wasser
Die zweite Reaktion kontrolliert die Reaktionsgeschwindigkeit
{\displaystyle \mathrm {CO+H_{2}\longrightarrow C+H_{2}O} ,\qquad \Delta H^{0}=-131{,}3\ \mathrm {kJ/mol} }
Kohlenstoffmonoxid reagiert mit Wasserstoff zu Kohlenstoff und Wasser
Bei einer Reaktionstemperatur von 650 °C werden 2,3 · 103 Joule pro Gramm Kohlenstoffdioxid frei.
Die Reaktion kann durch die Präsenz von Eisen, Kobalt, Nickel oder Ruthenium als Katalysator beschleunigt werden. Der bei der Reaktion auftretende, elementare Kohlenstoff tendiert dazu, sich auf der Katalysatoroberfläche abzusetzen. Dies wirkt sich nachteilig auf die Effizienz der Reaktion aus.

## Anwendungen
Derzeit wird daran geforscht, die Bosch-Reaktion und den Sabatier-Prozess in der Raumfahrt einzusetzen. Da CO2 auf Raumstationen und Raumschiffen stets verfügbar ist (der in der Atemluft enthaltene Sauerstoff wird vom Körper in CO2 umgewandelt), könnten beide Verfahren folgenden Zwecken dienen:
- Reinigung der Atemluft (CO2 entfernen)
- Rückgewinnung von Sauerstoff aus CO2
- Produktion von Wasser
- Gewinnung von Treibstoff